# Skydning under sommer-OL 2020 - 50 meter riffel, helmatch (damer)
50 meter riffel, helmatch skydning for damer, der er en del af Skydning under Sommer-OL 2020 finder sted den 31. juli 2021 i Asaka Shooting Range, Saitama.

## Turneringsformat
Denne særlige form for skydning omfatter tre skydestillinger (knælende, liggende og stående). Konkurrencen bliver indledt med en kvalifikationsrunde, hvor de 29 kvalificerede deltagere  har 165 minutter til at afvikle 120 skud (40 skud i de tre positioner). Herefter går de otte bedste til finalen, hvor alle skytter starter fra nul point. Finalen bliver afviklet som elimineringsrunder således, at medaljerne til sidst bliver afgjort af de tre sidste tilbageværende i konkurrencen og guldmedaljen bliver afgjort i en duel mellem de to sidste tilbageværende i konkurrencen. Finalen bliver skudt over 45 skud, hvor skuddene blev afviklet i de tre positioner. Første position er knælende, hvor der bliver skudt tre serier á fem skud på 200 sekunder pr. serie. Anden position er liggende, hvor der også bliver skudt tre serier á fem skud på 150 sekunder pr. serie. Tredje position er stående, hvor der bliver skudt to serier á fem skud på 250 sekunder pr. serie. Herefter bliver de to første skytter blev elimineret. De seks tilbageværende skytter fortsætter herefter med at skyde de sidste fem stående skud som enkeltskud med 50 sekunder pr. skud. Efter hvert skud bliver dårligste skytte elimineret. Elimineringen fortsætter indtil guldmedaljevinderen er fundet efter der 45. skud .

## Deltagere
| Kvalificeret                     | Nation                    | Udøver |
| -------------------------------- | ------------------------- | ------ |
| 2018 VM                          | Ruslands Olympiske Komité |        |
| 2018 VM                          | Tyskland                  |        |
| 2018 VM                          | Kroatien                  |        |
| 2018 VM                          | Storbritannien            |        |
| 2018 Amerikansk mesterskab       | USA                       |        |
| 2019 ISSF World Cup # 1          | Schweiz                   |        |
| 2019 ISSF World Cup # 1          | Kina                      |        |
| 2019 ISSF World Cup # 4          | Sydkorea                  |        |
| 2019 ISSF World Cup # 4          | Norge                     |        |
| 2019 ISSF World Cup # 6          | Ruslands Olympiske Komité |        |
| 2019 ISSF World Cup # 6          | Norge                     |        |
| 2019 European Games              | Serbien                   |        |
| 2019 Pan American Games          | Cuba                      |        |
| 2019 Pan American Games          | USA                       |        |
| 2019 ISSF World Cup # 8          | Sydkorea                  |        |
| 2019 ISSF World Cup # 8          | Kina                      |        |
| 2019 Afrikanske mesterskaber     | Egypten                   |        |
| 2019 Oceaniske mesterskaber      | Australien                |        |
| 2019 Asiatiske mesterskaber      | Japan                     |        |
| 2019 Asiatiske mesterskaber      | Indien                    |        |
| 2019 Asiatiske mesterskaber      | Iran                      |        |
| 2019 Europæiske mesterskaber     | Hviderusland              |        |
| 2019 Europæiske mesterskaber     | Danmark                   |        |
| 2020 Europæiske OL kvalifikation |                           |        |
| ISSF olympiske verdensrangliste  |                           |        |
| Tripartite                       |                           |        |
| Tripartite                       |                           |        |
| IOC Re-allokation                |                           |        |
| IOC Re-allokation                |                           |        |

## Tidsplan
Nedenstående tabel viser tidsplanen for afvikling af konkurrencen:
| Dato      | Tid   | Runde         |
| --------- | ----- | ------------- |
| 1. august | 12:00 | Kvalifikation |
| 1. august | TBD   | Finale        |

## Resultater

### Kvalifikation
| Placering | Skytte                | Land                      | Knælende | Liggende | Stående | Total    | Noter |
| --------- | --------------------- | ------------------------- | -------- | -------- | ------- | -------- | ----- |
| 1         | Yulia Zykova          | Ruslands Olympiske Komité | 394      | 399      | 389     | 1182-78x | Q     |
| 2         | Sagen Maddalena       | USA                       | 394      | 399      | 385     | 1178-70x | Q     |
| 3         | Jolyn Beer            | Tyskland                  | 392      | 396      | 390     | 1178-60x | Q     |
| 4         | Yulia Karimova        | Ruslands Olympiske Komité | 394      | 394      | 389     | 1177-61x | Q     |
| 5         | Andrea Arsović        | Serbien                   | 396      | 391      | 388     | 1175-59x | Q     |
| 6         | Nina Christen         | Schweiz                   | 388      | 394      | 392     | 1174-61x | Q     |
| 7         | Živa Dvoršak          | Slovenien                 | 390      | 398      | 385     | 1173-58x | Q     |
| 8         | Jeanette Hegg Duestad | Norge                     | 392      | 394      | 385     | 1171-65x | Q     |
| 9         | Shi Mengyao           | Kina                      | 393      | 392      | 386     | 1171-57x |       |
| 10        | Snježana Pejčić       | Kroatien                  | 392      | 396      | 381     | 1169-52x |       |
| 11        | Shiori Hirata         | Japan                     | 390      | 389      | 390     | 1169-49x |       |
| 12        | Jenny Stene           | Norge                     | 390      | 390      | 388     | 1168-50x |       |
| 13        | Mary Tucker           | USA                       | 387      | 394      | 386     | 1167-63x |       |
| 14        | Seonaid McIntosh      | Storbritannien            | 390      | 391      | 386     | 1167-55x |       |
| 15        | Anjum Moudgil         | Indien                    | 390      | 395      | 382     | 1167-54x |       |
| 16        | Aneta Stankiewicz     | Polen                     | 389      | 394      | 384     | 1167-48x |       |
| 17        | Maria Martynova       | Hviderusland              | 387      | 395      | 384     | 1166-60x |       |
| 18        | Najmeh Khedmati       | Iran                      | 388      | 391      | 386     | 1165-52x |       |
| 19        | Chen Dongqi           | Kina                      | 392      | 395      | 378     | 1165-49x |       |
| 20        | Bae Sang-hee          | Sydkorea                  | 390      | 392      | 382     | 1164-59x |       |
| 21        | Sofia Ceccarello      | Italien                   | 384      | 396      | 383     | 1163-52x |       |
| 22        | Fatemeh Karamzadeh    | Iran                      | 383      | 398      | 382     | 1163-50x |       |
| 23        | Eglis Yaima Cruz      | Cuba                      | 393      | 394      | 376     | 1163-50x |       |
| 24        | Nikola Šarounová      | Tjekkiet                  | 388      | 395      | 378     | 1161-55x |       |
| 25        | Sanja Vukašinović     | Serbien                   | 385      | 392      | 384     | 1161-54x |       |
| 26        | Eszter Mészáros       | Ungarn                    | 388      | 391      | 382     | 1161-48x |       |
| 27        | Oyuunbatyn Yesügen    | Mongoliet                 | 387      | 392      | 379     | 1158-45x |       |
| 28        | Yarimar Mercado       | Puerto Rico               | 389      | 390      | 378     | 1157-49x |       |
| 29        | Rikke Ibsen           | Danmark                   | 387      | 384      | 386     | 1157-41x |       |
| 30        | Mukhtasar Tokhirova   | Usbekistan                | 381      | 389      | 385     | 1155-50x |       |
| 31        | Océanne Muller        | Frankrig                  | 383      | 389      | 383     | 1155-43x |       |
| 32        | Cho Eun-young         | Sydkorea                  | 389      | 391      | 375     | 1155-40x |       |
| 33        | Tejaswini Sawant      | Indien                    | 384      | 394      | 376     | 1154-50x |       |
| 34        | Nur Suryani Taibi     | Malaysia                  | 379      | 395      | 368     | 1142-47x |       |
| 35        | Alzahraa Shaban       | Egypten                   | 383      | 383      | 372     | 1138-36x |       |
| 36        | Katarina Kowplos      | Australien                | 386      | 388      | 363     | 1137-40x |       |
| 37        | Vidya Rafika Toyyiba  | Indonesien                | 371      | 391      | 375     | 1137-31x |       |

### Finale
| Placering                        | Atlet                       | Serie    | Serie    | Serie    | Serie    | Serie    | Serie    | Serie   | Serie   | Serie   | Serie   | Serie   | Serie   | Serie   | Total | Note |
| Placering                        | Atlet                       | Knælende | Knælende | Knælende | Liggende | Liggende | Liggende | Stående | Stående | Stående | Stående | Stående | Stående | Stående | Total | Note |
| Placering                        | Atlet                       | 1        | 2        | 3        | 4        | 5        | 6        | 7       | 8       | 9       | 10      | 11      | 12      | 13      | Total | Note |
| -------------------------------- | --------------------------- | -------- | -------- | -------- | -------- | -------- | -------- | ------- | ------- | ------- | ------- | ------- | ------- | ------- | ----- | ---- |
| 1                                | Nina Christen (SUI)         | 51.3     | 51.0     | 50.6     | 51.9     | 52.4     | 51.3     | 51.0    | 51.9    | 10.8    | 10.4    | 10.7    | 10.4    | 10.2    | 463.9 | OR   |
| 1                                | Nina Christen (SUI)         | 51.3     | 102.3    | 152.9    | 204.8    | 257.2    | 308.5    | 359.5   | 411.4   | 422.2   | 432.6   | 443.3   | 453.7   | 463.9   | 463.9 | OR   |
| 2. plads, sølvmedaljemodtager(e) | Yulia Zykova (ROC_2020)     | 50.9     | 50.7     | 52.9     | 52.1     | 51.9     | 53.1     | 50.6    | 51.0    | 9.0     | 10.3    | 9.7     | 10.2    | 9.5     | 461.9 |      |
| 2. plads, sølvmedaljemodtager(e) | Yulia Zykova (ROC_2020)     | 50.9     | 101.6    | 154.5    | 206.6    | 258.5    | 311.6    | 362.2   | 413.2   | 422.2   | 432.5   | 442.2   | 452.4   | 461.9   | 461.9 |      |
| 3                                | Yulia Karimova (ROC_2020)   | 50.5     | 51.2     | 51.4     | 51.3     | 52.3     | 52.9     | 49.7    | 51.7    | 10.1    | 10.1    | 9.3     | 9.8     |         | 450.3 |      |
| 3                                | Yulia Karimova (ROC_2020)   | 50.5     | 101.7    | 153.1    | 204.4    | 256.7    | 309.6    | 359.3   | 411.0   | 421.1   | 431.2   | 440.5   | 450.3   |         | 450.3 |      |
| 4                                | Jeanette Hegg Duestad (NOR) | 50.2     | 50.5     | 52.0     | 52.1     | 52.8     | 53.1     | 49.8    | 50.4    | 10.4    | 8.6     | 10.0    |         |         | 439.9 |      |
| 4                                | Jeanette Hegg Duestad (NOR) | 50.2     | 100.7    | 152.7    | 204.8    | 257.6    | 310.7    | 360.5   | 410.9   | 421.3   | 429.9   | 439.9   |         |         | 439.9 |      |
| 5                                | Sagen Maddalena (USA)       | 49.8     | 52.5     | 51.2     | 50.9     | 51.9     | 52.6     | 50.0    | 49.0    | 10.4    | 9.5     |         |         |         | 427.8 |      |
| 5                                | Sagen Maddalena (USA)       | 49.8     | 102.3    | 153.5    | 204.4    | 256.3    | 308.9    | 358.9   | 407.9   | 418.3   | 427.8   |         |         |         | 427.8 |      |
| 6                                | Jolyn Beer (GER)            | 51.8     | 51.7     | 50.5     | 50.8     | 51.2     | 51.3     | 50.5    | 50.9    | 9.1     |         |         |         |         | 417.8 |      |
| 6                                | Jolyn Beer (GER)            | 51.8     | 103.5    | 154.0    | 204.8    | 256.0    | 307.3    | 357.8   | 408.7   | 417.8   |         |         |         |         | 417.8 |      |
| 7                                | Živa Dvoršak (SLO)          | 50.5     | 49.0     | 52.1     | 52.9     | 50.9     | 51.6     | 49.4    | 49.8    |         |         |         |         |         | 406.2 |      |
| 7                                | Živa Dvoršak (SLO)          | 50.5     | 99.5     | 151.6    | 204.5    | 255.4    | 307.0    | 356.4   | 406.2   |         |         |         |         |         | 406.2 |      |
| 8                                | Andrea Arsović (SRB)        | 49.7     | 51.5     | 51.4     | 51.2     | 50.7     | 49.2     | 50.9    | 47.8    |         |         |         |         |         | 402.4 |      |
| 8                                | Andrea Arsović (SRB)        | 49.7     | 101.2    | 152.6    | 203.8    | 254.5    | 303.7    | 354.6   | 402.4   |         |         |         |         |         | 402.4 |      |

## Medaljefordeling
| Medaljetagere           | Medaljetagere                            | Medaljetagere                              | Medaljetagere |
| ----------------------- | ---------------------------------------- | ------------------------------------------ | ------------- |
| Guld                    | Sølv                                     | Bronze                                     |               |
| Nina Christen · Schweiz | Yulia Zykova · Ruslands Olympiske Komité | Yulia Karimova · Ruslands Olympiske Komité |               |